# Ratpenat papallona de Bibundi
El ratpenat papallona de Bibundi (Glauconycteris egeria) és una espècie de ratpenat de la família dels vespertiliònids que es troba al Camerun, la República del Congo i Uganda.